# Сельгон
Сельго́н (рос. Сельгон) — селище у складі Амурського району Хабаровського краю, Росія. Входить до складу Санболинського сільського поселення.

## Населення
Населення — 82 особи (2010; 112 у 2002).
Національний склад (станом на 2002 рік):
- росіяни — 94 %